# Casa Nassau-Hadamar
Nassau-Hadamar este numele ramurei liniei nobiliare care provine din linia principală ottonică a Casei Nassau. Linia mai veche a conților de Nassau-Hadamar a existat între anii 1303 - 1394; noua linie va exista între 1607 - 1711 ca să devină în anul 1652 o familie princiară.

## Nassau-Hadamar (linia veche)
Origine

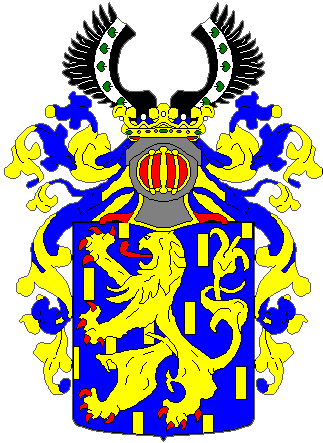
Blazonul casei Nassau a fost mai departe blazonul liniei vechi Nassau-Hadamar

După moartea lui Heinrich II. de Nassau se va împărți domeniul casei Nassau în anul 1255 între fii lui Walram II. și Otto I.. Granița va fi ca. pe cursul lui Lahn. Walram preia domnia asupra regiunii de sud (walramische Hauptlinie), iar Otto regiunea de nord (ottonische Hauptlinie). Prin căsătoria lui Otto cu Agnes de Leiningen, va intra Hadamarer Mark în proprietatea liniei ottonice.
După moartea lui Otto în anul 1290, va izbucni pentru moștenire o ceartă între fiii lui, care în anul 1303, prin mijlocirea lui Johann I. von Limburg, vor separa complet domeniul familiei. Fiul mai mare Heinrich preia o parte din Nassau-Siegen cu regiunea Siegerland și Westerwald. Fiul al doilea  Emich/Emicho I. primește o parte din comitatul Nassau-Hadamar și fiul mai mic, Johann, primește comitatul Nassau-Dillenburg cu regiunea Dillenburg, Herborn, Mengerskirchen ca și Löhnberg.